# Хабигандж (округ)
Хабигандж (бенг. হবিগঞ্জ, англ. Habiganj District) — округ на востоке Бангладеш, в области Силхет. Образован в 1984 году. Административный центр — город Хабигандж. Площадь округа — 2637 км². По данным переписи 2001 года население округа составляло 1 830 554 человека. Уровень грамотности взрослого населения составлял 22,51 %, что значительно ниже среднего уровня по Бангладеш (43,1 %). 80,23 % населения округа исповедовало ислам, 19,12 % — индуизм.

## Административно-территориальное деление
Округ Хабигандж делится на 8 подокругов и одну тану (полицейскую станцию):
1. Аджмиригандж (Аджмиригандж)
2. Баниачанг (Баниачанг)
3. Бахубал (Бахубал)
4. Чунаругхат (Чунаругхат)
5. Хабигандж-Садар (Хабигандж)
6. Лакхай (Лакхай)
7. Мадхавпур (Мадхавпур)
8. Набигандж (Набигандж)

- полицейская станция Сайестагандж Тана (Sayestaganj Thana, в составе Хабигандж Садар)